# برج مرگبار
برج مرگبار (به انگلیسی: The Deadly Tower) یا تک‌تیرانداز (به انگلیسی: Sniper) فیلمی تلویزیونی محصول سال ۱۹۷۵ و به کارگردانی جری جیمسون است. در این فیلم بازیگرانی همچون کرت راسل، ریچارد ینگیز، ند بیتی، پرنل رابرتز، کلیفتون جیمز، جان فورسایث، گیلبرت رولان، پال کار و پپه سرنا ایفای نقش کرده‌اند.